# Bahnhof Diemen Zuid
Der Bahnhof  Diemen Zuid ist ein Durchgangsbahnhof der niederländischen Bahngesellschaft NS im Süden der niederländischen Ortschaft Diemen. Er ist der größere der beiden Stationen in Diemen.

## Geschichte
Die neben dem Bahnhof Diemen Zuid liegende gleichnamige Metrostation wurde im Jahre 1977 mit der Freigabe der ersten Amsterdamer Metrolinien eröffnet. Damals befand sich rund um den Bahnhof nur Brachland. Nach und nach entwickelt sich ein großes Wohn- und Gewerbegebiet. Der Eisenbahn-Bahnhof Diemen Zuid wurde erst 1993 eröffnet, was mit der Erweiterung der Bahnstrecke von Leiden nach Weesp zu tun hatte, die damals von Duivendrecht bis nach Weesp verlängert wurde. Die Bahnstrecke wurde direkt neben der Metrostation in Hochlage erbaut.

## Streckenverbindungen
Im Jahresfahrplan 2022 halten folgende Linien am Bahnhof Diemen Zuid:
| Zugtyp   | Linienverlauf                                                                                              | Frequenz                                |
| -------- | --- | --------------------------------------- |
| Sprinter | Hoofddorp – Schiphol Airport – Amsterdam Zuid – Diemen Zuid – Weesp – Almere Centrum – Almere Oostvaarders | halbstündlich                           |
| Sprinter | Utrecht Centraal – Hilversum – Weesp – Diemen Zuid – Amsterdam Zuid – Schiphol Airport – Hoofddorp         | halbstündlich (fährt nicht nach 20 Uhr) |